# Mendoza (Uruguay)
Mendoza, teils auch als Mendoza Grande bezeichnet, ist eine Ortschaft in Uruguay.

## Geographie
Mendoza befindet sich auf dem Gebiet des Departamento Florida in dessen Sektor 5. Der Ort liegt eingebettet zwischen Cuchilla de Santa Lucía im Westen und Cuchilla Mendoza im Osten, im südwestlichen Teil des Departamentos wenige Kilometer von der südöstlich verlaufenden, vom Río Santa Lucía gebildeten Grenze zum Nachbardepartamento Canelones entfernt. Nächstgelegene Ansiedlung ist im Norden Mendoza Chico, während in nordwestlicher Richtung 25 de Mayo, im Westen Cardal und im Südwesten Independencia gelegen sind. Arroyo de Mendoza und dessen Nebenfluss Arroyo Pelado fassen das den Ort umgebende Gebiet östlich bzw. westlich ein.

## Infrastruktur
Durch den Ort führt die Ruta 5.

## Einwohner
Die Einwohnerzahl Mendozas beträgt 730 (Stand: 2011), davon 386 männliche und 344 weibliche.
| Jahr | Einwohner |
| ---- | --------- |
| 1963 | 254       |
| 1975 | 323       |
| 1985 | 342       |
| 1996 | 524       |
| 2004 | 745       |
| 2011 | 730       |

Quelle: Instituto Nacional de Estadística de Uruguay